# Runiversalis
Runiversalis (ruski: Руниверсалис) ruska je internetska enciklopedija, nastala po uzoru na Wikipediju na ruskom jeziku. Pokrenuta je 9. lipnja 2022. Njezini su članci napisani s izrazito proruskim vladinim pogledom na svjetske događaje. Tvorci stranice tvrde da su bivši urednici ruske Wikipedije. Unatoč tome, Zaklada Wikimedija distancira se od Runiversalisa i njegovih urednika.
Web stranica ne spominje ruski napad na Ukrajinu, već ga naziva “specijalnom vojnom operacijom”.

## Vanjske poveznice
- Službena stranica